# Rhizophagus japonicus
Rhizophagus japonicus is een keversoort uit de familie kerkhofkevers (Monotomidae). De wetenschappelijke naam van de soort werd in 1884 gepubliceerd door Edmund Reitter.